# Chris Mortellaro
Christopher Gino Mortellaro, detto Chris (Cocoa Beach, 25 marzo 1982), è un cestista statunitense con cittadinanza italiana.